# Mimanancylus
Mimanancylus is een kevergeslacht uit de familie van de boktorren (Cerambycidae). De wetenschappelijke naam van het geslacht werd voor het eerst geldig gepubliceerd in 1968 door Breuning.

## Soorten
Mimanancylus is monotypisch en omvat slechts de volgende soort:
- Mimanancylus borneensis Breuning, 1968